# Minicoy Island
Minicoy Island är en ö i Indien.   Den ligger i delstaten Lakshadweep, i den södra delen av landet, 2 300 km söder om huvudstaden New Delhi. Arean är 4,8 kvadratkilometer.
Terrängen på Minicoy Island är mycket platt. Öns högsta punkt är 19 meter över havet. Den sträcker sig 6,7 kilometer i nord-sydlig riktning, och 6,9 kilometer i öst-västlig riktning.